# Chthonius lucifugus
Chthonius lucifugus är en spindeldjursart som beskrevs av Volker Mahnert 1977. Chthonius lucifugus ingår i släktet Chthonius och familjen käkklokrypare. Inga underarter finns listade i Catalogue of Life.